# Memphis 901 Football Club
Il Memphis 901 Football Club, conosciuto anche semplicemente come Memphis 901, è stata una società calcistica professionistica statunitense con base a Memphis, nel Tennessee, che disputava le proprie partite casalinghe presso l'AutoZone Park, impianto dotato di una capienza pari a 10.000 posti.

## Storia
Prima della fondazione del Memphis 901, la città di Memphis aveva accolto la squadra di calcio professionistica dei Memphis Rogues, militante nell'allora massima lega americana, la North American Soccer League, dal 1978 al 1980.
L'8 gennaio 2018, la United Soccer League annunciò ufficialmente che una franchigia di Memphis si sarebbe unita alla USL Championship, lega di secondo livello del sistema calcistico nordamericano, a partire dalla stagione successiva. La proprietà del club include anche Tim Howard, ex portiere della nazionale statunitense.
Il club ha fatto il suo debutto in campionato il 9 marzo 2019 in una sconfitta interna per 1-0 contro i Tampa Bay Rowdies.
A causa dell'impossibilità di reperire i fondi necessari per la costruzione di un nuovo stadio dedicato esclusivamente al calcio, la società ha annunciato il 13 novembre 2024 il trasferimento a Santa Barbara, in California, cambiando nome in Santa Barbara Sky FC.

## Stadio
La squadra giocava le proprie partite casalinghe presso l'AutoZone Park, uno stadio per il baseball da 10.000 posti a sedere che ospita anche la squadra dei Memphis Redbirds della Pacific Coast League, una lega minore del baseball statunitense. Per le gare di U.S. Open Cup, il Memphis 901 spesso utilizzava come impianto casalingo il Mike Rose Soccer Complex, dotato di una capienza di 2.500 posti.

## Organico

### Rosa 2021
Aggiornata al 13 giugno 2021.
| N. |                        | Ruolo | Calciatore       |
| -- | ---------------------- | ----- | ---------------- |
| 2  | Stati Uniti (bandiera) | D     | Mark Segbers     |
| 3  | Stati Uniti (bandiera) | D     | Zach Carroll     |
| 5  | Stati Uniti (bandiera) | D     | Brecc Evans      |
| 7  | Stati Uniti (bandiera) | C     | Mitch Guitar     |
| 8  | Porto Rico (bandiera)  | C     | Raúl González    |
| 9  | Stati Uniti (bandiera) | A     | Kyle Murphy      |
| 10 | Giamaica (bandiera)    | A     | Kadeem Dacres    |
| 11 | Belize (bandiera)      | A     | Michael Salazar  |
| 13 | Stati Uniti (bandiera) | P     | John Berner      |
| 14 | Ghana (bandiera)       | A     | Francis Atuahene |
| 16 | Giamaica (bandiera)    | A     | Rashawn Dally    |
| 17 | Stati Uniti (bandiera) | D     | Tycho Collins    |

| N. |                              | Ruolo | Calciatore        |
| -- | ---------------------------- | ----- | ----------------- |
| 18 | Ghana (bandiera)             | C     | Dominic Oduro     |
| 19 | Trinidad e Tobago (bandiera) | C     | Andre Fortune     |
| 20 | Belgio (bandiera)            | A     | Roland Lamah      |
| 23 | Trinidad e Tobago (bandiera) | C     | Leston Paul       |
| 27 | Stati Uniti (bandiera)       | A     | Simeon Betapudi   |
| 28 | Stati Uniti (bandiera)       | P     | Brady Scott       |
| 30 | Costa d'Avorio (bandiera)    | C     | Laurent Kissiedou |
| 31 | Stati Uniti (bandiera)       | P     | Jake Gelnovatch   |
| 33 | Canada (bandiera)            | D     | Skylar Thomas     |
| 36 | Stati Uniti (bandiera)       | D     | Andre Reynolds    |
| 49 | Stati Uniti (bandiera)       | A     | Matt Brucker      |
| 88 | Stati Uniti (bandiera)       | C     | Max Talley        |

### Rosa 2020
| N. |                              | Ruolo | Calciatore            |
| -- | ---------------------------- | ----- | --------------------- |
| 1  | Stati Uniti (bandiera)       | P     | Tim Howard            |
| 2  | Stati Uniti (bandiera)       | D     | Mark Segbers          |
| 3  | Stati Uniti (bandiera)       | D     | Zach Carroll          |
| 4  | Isola di Man (bandiera)      | D     | Liam Doyle            |
| 5  | Trinidad e Tobago (bandiera) | D     | Triston Hodge         |
| 6  | Stati Uniti (bandiera)       | C     | Dan Metzger           |
| 7  | Stati Uniti (bandiera)       | C     | Raúl González         |
| 8  | Stati Uniti (bandiera)       | D     | Marc Burch            |
| 9  | Guyana (bandiera)            | C     | Keanu Marsh-Brown     |
| 10 | Costa d'Avorio (bandiera)    | C     | Jean-Christophe Koffi |
| 11 | Stati Uniti (bandiera)       | C     | Pierre da Silva       |

| N. |                              | Ruolo | Calciatore        |
| -- | ---------------------------- | ----- | ----------------- |
| 12 | Stati Uniti (bandiera)       | P     | Jimmy Hague       |
| 14 | Brasile (bandiera)           | A     | Rafael Mentzingen |
| 15 | Stati Uniti (bandiera)       | D     | Jackson Morse     |
| 17 | Giamaica (bandiera)          | D     | Michael Reed      |
| 20 | Inghilterra (bandiera)       | C     | Jose Baxter       |
| 21 | Trinidad e Tobago (bandiera) | C     | Duane Muckette    |
| 23 | Trinidad e Tobago (bandiera) | C     | Leston Paul       |
| 25 | Stati Uniti (bandiera)       | P     | Jim Barkei        |
| 29 | Stati Uniti (bandiera)       | A     | Brandon Allen     |
| 70 | Stati Uniti (bandiera)       | C     | Matt Hundley      |